# La Forie
La Forie is een gemeente in het Franse departement Puy-de-Dôme (regio Auvergne-Rhône-Alpes) en telt 372 inwoners (1999). De plaats maakt deel uit van het arrondissement Ambert.

## Geografie
De oppervlakte van La Forie bedraagt 2,8 km², de bevolkingsdichtheid is 132,9 inwoners per km².
De onderstaande kaart toont de ligging van La Forie met de belangrijkste infrastructuur en aangrenzende gemeenten.

## Demografie
Onderstaande figuur toont het verloop van het inwonertal (bron: INSEE-tellingen).